# Tommaso Welbourne
Tommaso Welbourne (al secolo Thomas Welbourne) (Kitenbushel, XVI secolo – York, 1º agosto 1605) è stato un insegnante inglese, venerato come beato dalla Chiesa cattolica.
È stato beatificato nel 1929.
Era un maestro di scuola che, assieme a John Fulthering, riuscì a convertire alcuni suoi vicini al Cattolicesimo. Per questo e/o per la loro obbedienza al pontefice vennero condannati a morte per alto tradimento sotto il re Giacomo I, e quindi impiccati. Infatti in Gran Bretagna era già nata la Chiesa anglicana: la scissione dalla Chiesa di Roma avvenne nel 1533, sotto Enrico VIII, e, dopo il tentativo di Maria la sanguinaria di ripristinare il Cattolicesimo nel regno, l'Anglicanesimo venne ristabilito sotto Elisabetta I nel 1559; tra il 1535 e il 1681, nel Regno Unito ci furono persecuzioni contro i cattolici, che portarono qualche centinaia di fedeli al martirio. Dalla fine dell'Ottocento, alcuni di questi martiri sono stati beatificati dai vari pontefici, e, nel 1970, sono stati santificati una quarantina di essi.
Il Martirologio Romano lo ricorda così:
(Martirologio Romano)